# Cecchignola
Cecchignola è la ventiduesima zona di Roma nell'Agro romano, indicata con Z. XXII.
Il toponimo indica anche la zona urbanistica 12E del Municipio Roma IX di Roma Capitale.

## Geografia fisica

### Territorio
Si trova nell'area sud della città, a ridosso e internamente al Grande Raccordo Anulare, tra la via della Cecchignola a ovest e la via Ardeatina a est.
La zona confina:
- a nord con il quartiere Q. XX Ardeatino[1]
- a est con la zona Z. XXI Torricola[2]
- a sud con le zone Z. XXIII Castel di Leva[3]
- a ovest con il quartiere Q. XXXI Giuliano-Dalmata[4]

La zona urbanistica confina:
- a nord con la zona urbanistica 11G Grottaperfetta
- a est con la zona urbanistica 11X Appia Antica Nord
- a sud con la zona urbanistica 12H Vallerano-Castel di Leva
- a ovest con le zone urbanistiche 12D Laurentino e 12B Villaggio Giuliano

## Storia
Unito nel Medioevo alla confinante tenuta di Tor Pagnotta, sin dal XIII secolo vi risulta edificato il castello e il vasto possedimento subì numerosi frazionamenti e passaggi di proprietà tra alcuni enti religiosi come i monasteri di Sant'Alessio, San Saba e l'Ordine di Malta, e tra alcune famiglie come i Margani, i Cenci, i Barberini, i Borghese e i Lepri. Nel XV secolo parte del territorio già appartenente ai Capizucchi venne ceduto al cardinale Bessarione che lo conferì in beneficio alla cappella dell'Immacolatella presso la basilica dei Santi XII Apostoli di Roma. Nel XIX secolo parte della tenuta passò alla famiglia Torlonia.
La zona è percorsa dall'omonimo corso d'acqua che confluisce nel fosso di Vallerano poco prima che questi riversi le sue acque nel Tevere, di cui è affluente di sinistra. Più precisamente, il termine "Cicomola" è stato riportato su alcuni documenti riguardanti i possedimenti della zona ed è presumibile che questo nome sia un errore di trascrizione per Ciconiola, termine che potrebbe sì derivare da cicogna, ma non dall'animale, bensì dall'omonima macchina idraulica per attingere acqua dai canali.

## Monumenti e luoghi d'interesse

### Siti archeologici
- Villa della Cecchignola, di collocazione incerta, forse su via Ardeatina. Villa del II-I secolo a.C.[8]
- Cisterna della Domus rustica, su via di Tor Pagnotta. Cisterna dell'età imperiale. 41.809047°N 12.522686°E
- Sepolcro romano, su via del Bel Poggio. Sepolcro dell'età imperiale. 41.803064°N 12.517356°E
- Torre Chiesaccio, su via del Bel Poggio. Torre medioevale. 41.803034°N 12.517477°E
- Tor Pagnotta, su via di Tor Pagnotta. Torre del XIII secolo.

## Società

### La città militare
Il primo nucleo abitativo dell'attuale città militare è da ricercare negli alloggi degli operai impegnati nell'allestimento dell'Esposizione Universale di Roma realizzati negli anni '30 del XX secolo (attuale EUR).
Negli stessi anni l'Ispettorato Generale del Genio militare diede inizio alla pianificazione di un insediamento stanziale destinato a ospitare i Comandi di vertice. Nella cartografia del Piano Regolatore del 1939 risulta tracciato l'asse principale, lungo il quale furono costruiti i nuovi edifici militari, oggi denominato Viale dell'Esercito. Successivamente allo sbarco di Anzio, ci si insediarono gli eserciti alleati. 
Nel 1955, su viale dell'Esercito, fu aperto il Museo storico della motorizzazione militare.
Nel 1961, con la riorganizzazione toponomastica del territorio dell'Agro romano, la città militare entrò a far parte del quartiere Giuliano-Dalmata. Nel 1977 venne compresa nella omonima zona urbanistica.
Negli anni successivi si sono insediati svariati comandi, enti e unità militari fino a formare una piccola città autonoma, servita da una ben distribuita rete viaria, chiusa al traffico civile.
È sede di diverse strutture militari, come la caserma "Adriano De Cicco" e la caserma "Emanuele Filiberto", che ospitano reparti dell'Esercito italiano e dello Stato maggiore della difesa.

## Cultura

### Ricerca
Nell'area di Casale Smeraldi ha sede la Fondazione EBRI, istituto di ricerca internazionale per lo studio del cervello, fondata nel 2001 da Rita Levi-Montalcini.

## Geografia antropica

### Urbanistica
Nel territorio di Cecchignola si estende la sezione orientale dell'omonima zona urbanistica 12E e una piccola sezione della zona urbanistica 11X Appia Antica Nord.